# Ken Russell
Henry Kenneth Alfred "Ken" Russell, född 3 juli 1927 i Southampton, Hampshire, död 27 november 2011 i Lymington, Hampshire, var en brittisk filmregissör.

## Biografi
Musik var ett genomgående tema i Russells omfattande produktion som regissör och manusförfattare. Han började göra kortfilm 1956 och blev bland annat känd genom att från 1959 göra en mängd dokumentära TV-biografier för BBC om kulturpersoner, författare, skådespelare, kompositörer från samtiden och äldre dagar. Efterhand övergick han mer och mer till att också använda skådespelare i sina filmer och började småningom att även göra rena spelfilmer. Bland hans mest kända filmer märks När kvinnor älskar (1969), för vilken han bland annat blev Oscarsnominerad, Djävlarna (1971) och China Blue (1984). Han gjorde filmer om Tjajkovskij i Music Lovers (1970), om Liszt i Lisztomania (1975) och för Mahler (1974) vann han bland annat pris vid Cannesfestivalen. 1975 filmade han rockgruppen The Whos rockopera Tommy med en mängd kända musik- och filmmänniskor i rollerna.
Russell har också gjort musikvideor, musikal- och operafilm och TV-serier som Lady Chatterley (1993) baserad på Lady Chatterleys älskare.